# 東山公園 (岩見沢市)
東山公園（ひがしやまこうえん）は、北海道岩見沢市にある公園。

## 概要
駅前通（市道）と中央通（北海道道789号上志文四条東線）に挟まれた場所に位置している。陸上競技場には芝生のフィールドがあり、道央ブロックリーグや北海道女子サッカーリーグ、北海道サッカーリーグの所属チーム岩見沢FC北蹴会などが利用している。また、競技場外周はジョギングコース（冬季はクロスカントリースキーコース）として使用可能になっている。
公園内は原正市が中国の稲作指導に尽力したことを縁として北京毛白楊、ライラック、碧桃を植樹している。また、市内中学生からの提案を受けて利根別原生林（利根別自然公園）から野生のリスを戻す活動を行った。公園付近を北海幹線用水路が通っており、老朽化に伴い用水路をボックス形状に改修して上部を親水公園（みずならの路、ポプラの路、見晴らしの路、しらかばの路）として整備し、公園の一部になっている。周辺には岩見沢市役所、岩見沢神社、北海道岩見沢農業高等学校、岩見沢市立図書館、岩見沢市立ふれあい子どもセンター、玉泉館跡地公園がある。

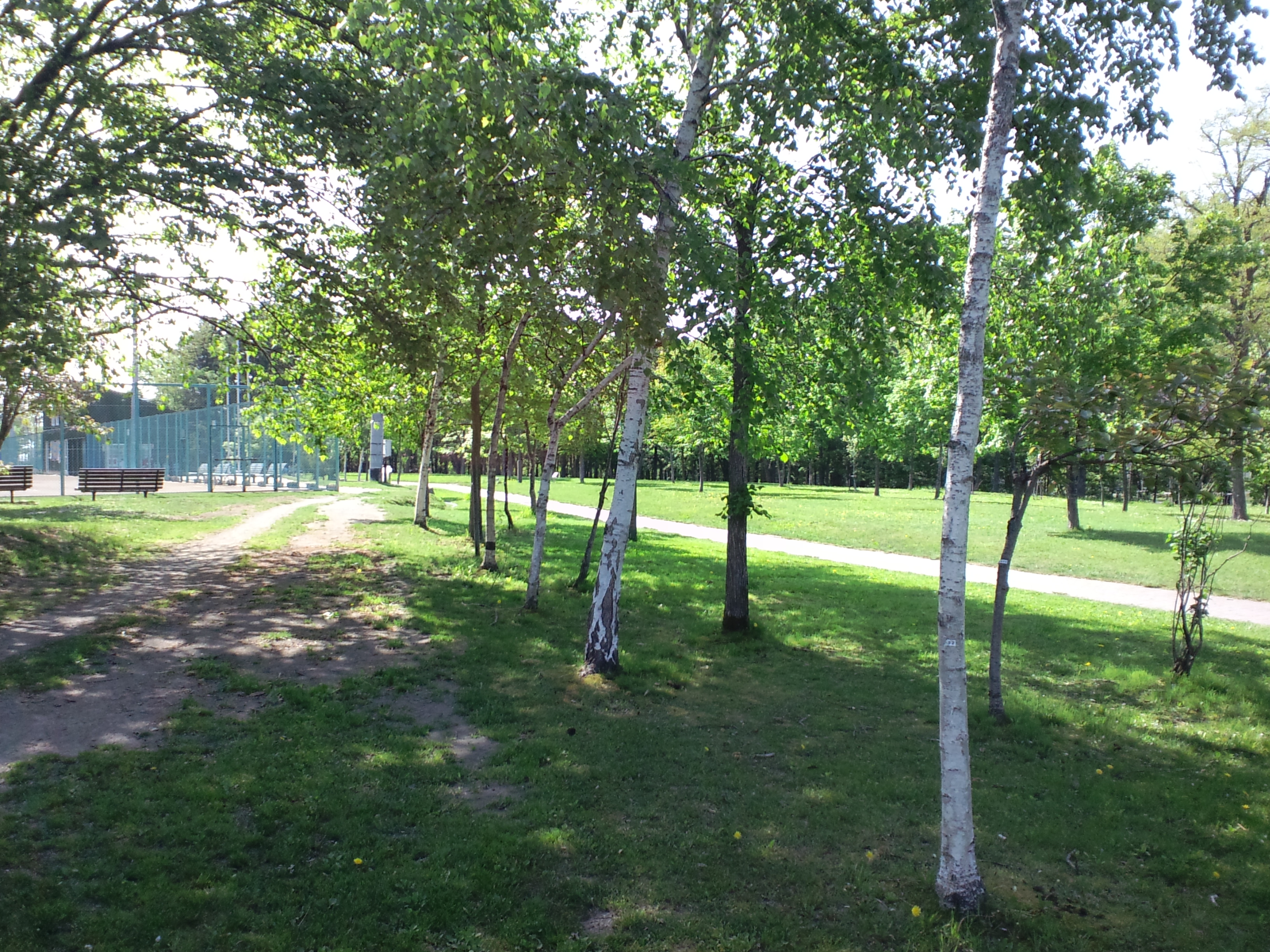
しらかばの路（2013年6月）
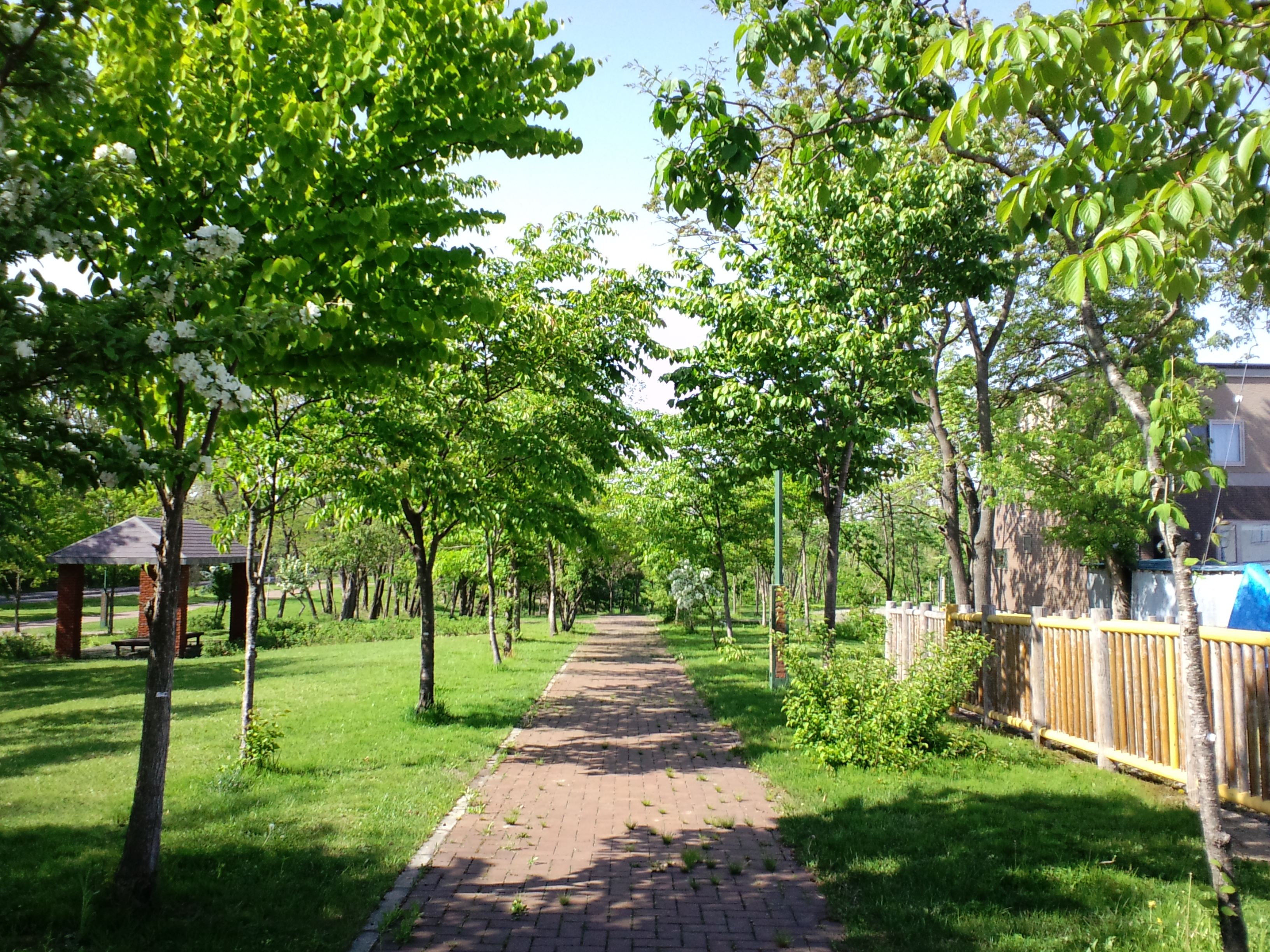
ポプラの路（2013年6月）
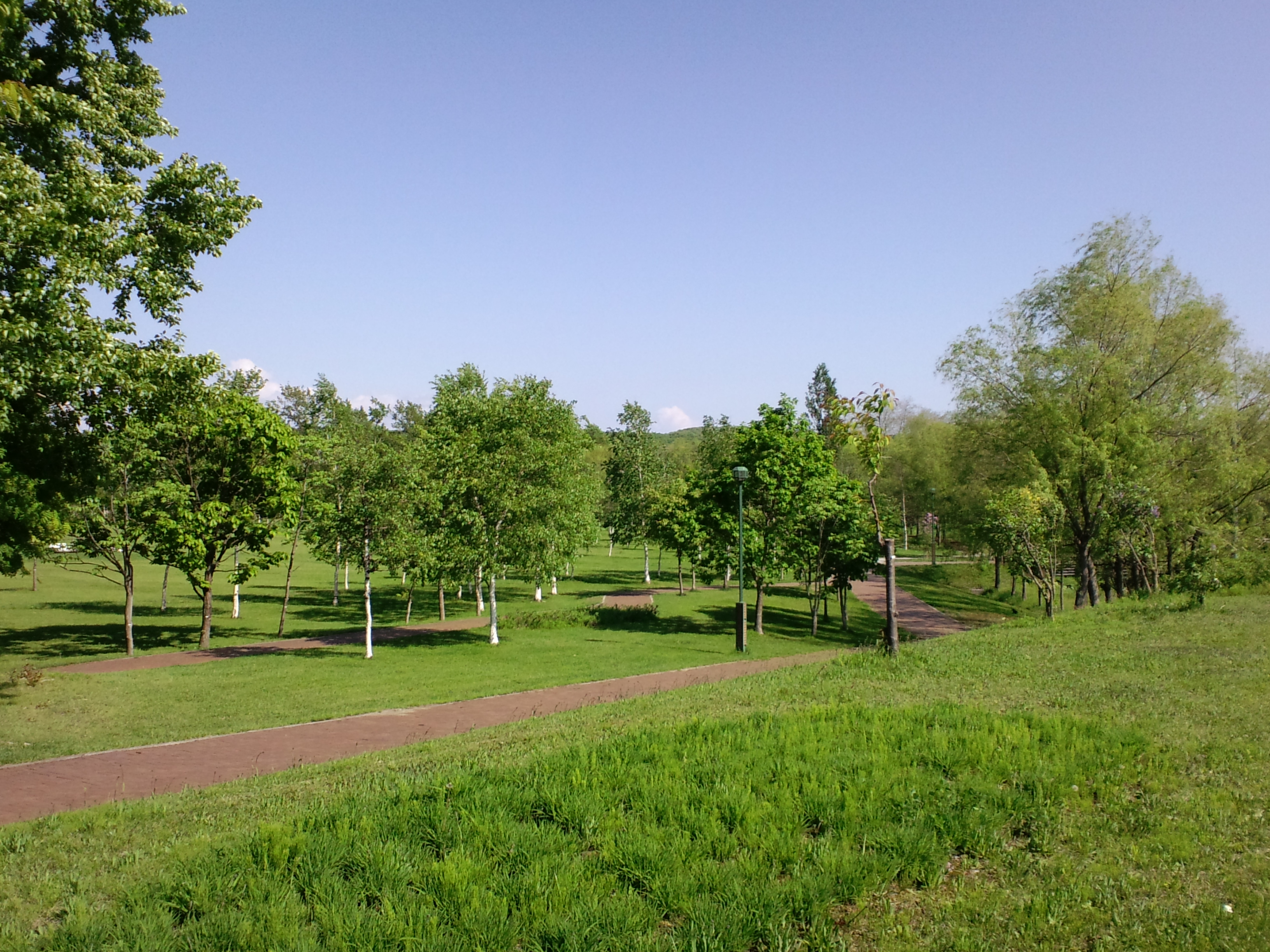
見晴らしの路（2013年6月）

## 歴史
- 1968年（昭和43年）、スポーツセンター開設[7]。陸上競技場開設[8]。
- 1979年（昭和54年）、野外音楽ステージ開設[9]。
- 1981年（昭和56年）、トレーニングセンター開設[10]。
- 1985年（昭和60年）、弓道場開設[11]。
- 1992年（平成04年）、庭球場開設[12]。野球場改修[13]。
- 1999年（平成11年）、野球場移転（岩見沢市野球場開設）[14]。
- 2007年（平成19年）、現在の陸上競技場完成[12]。

## 施設
東山公園陸上競技場
- 日本陸上競技連盟第3種公認[12]
- トラック：1週400 m×8レーン、直線9レーン（サブトラック80 m×3レーン）、全天候型ポリウレタン舗装（エンボス仕上）[12]
- フィールド：天然芝（サッカー1面）[12]
- 収容人員：メインスタンド200名、芝スタンド1,000名[12]
- 管理棟、メインスタンド、写真判定装置、本部席、記録・表彰室、放送室、会議室（補助員控室）、医務室、ロッカー室、シャワー室、多目的トイレ、給湯室、用具室、乾燥室（歩くスキー）、事務室[12]

岩見沢スポーツセンター
- バスケットボール2面、バレーボール2面、バドミントン8面、テニス（硬式・軟式）2面、卓球10面、柔道2面、剣道4面、体操男女一式[7]
- 収容人員：4,107人[7]
- 更衣室、放送室、会議室、トイレ（身障者用有）、事務室、ステージ[7]

岩見沢トレーニングセンター
- トレーニング室、研修室、更衣室、トイレ、シャワー室[10]

東山公園弓道場
- 総面積：6,981.1 m²[11]
  - 本家241.20 m²[11]
  - 的場58.08 m²[11]
- 射場、控室、更衣室、弓具室、湯沸室、看的所、トイレ、近的9人立[11]

東山公園庭球場
- コート
  - クレーテニスコート6面[12]
  - 全天候テニスコート6面[12]
- クラブハウス、事務室、シャワー室、審判室兼ロビー・更衣室、用具庫、トイレ、夜間照明設備（8基）[12]

岩見沢市野外音楽ステージ
- ステージ120 m²[15]

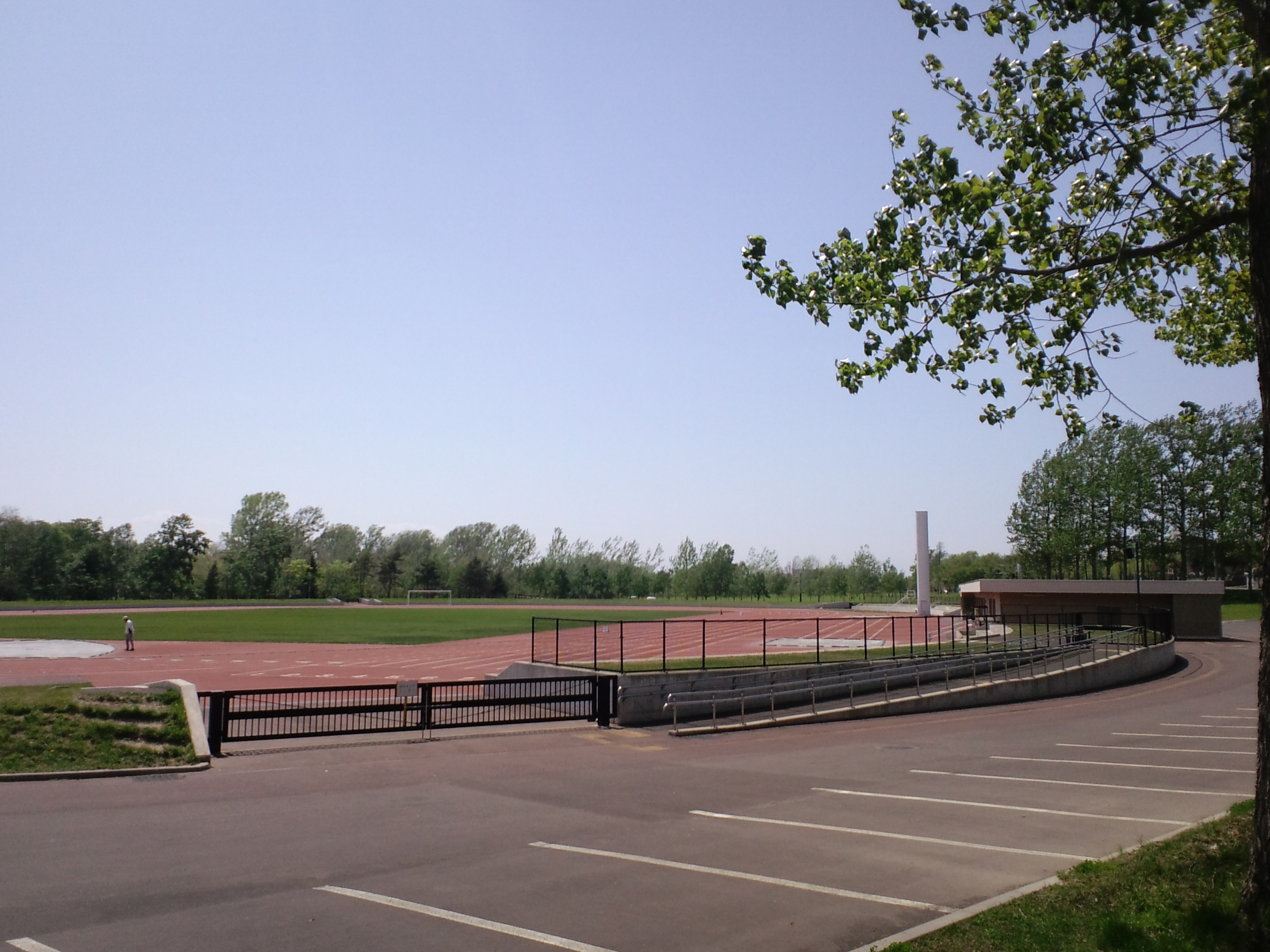
陸上競技場（2013年6月）
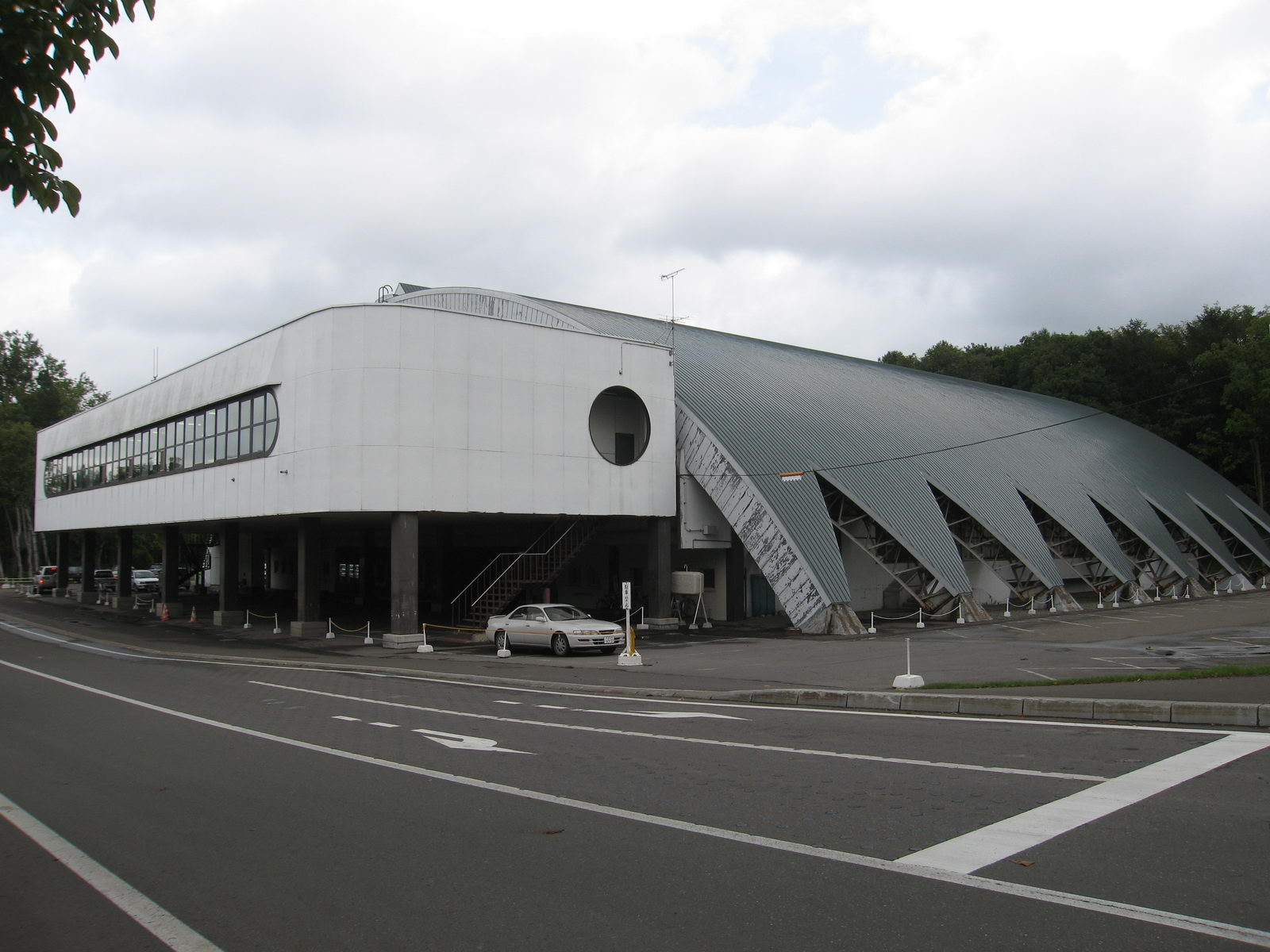
岩見沢スポーツセンター・トレーニングセンター（2013年6月）
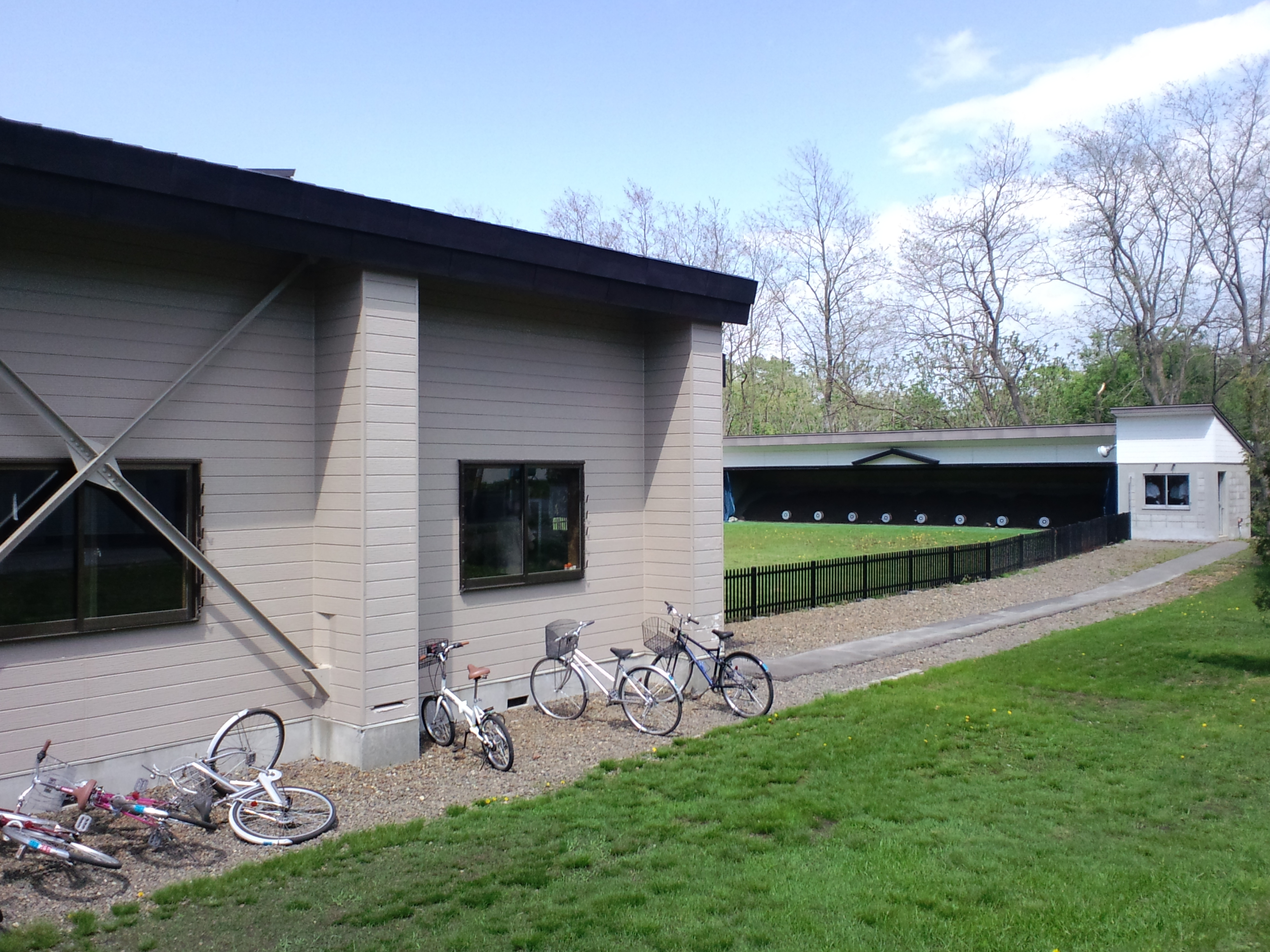
弓道場（2013年6月）
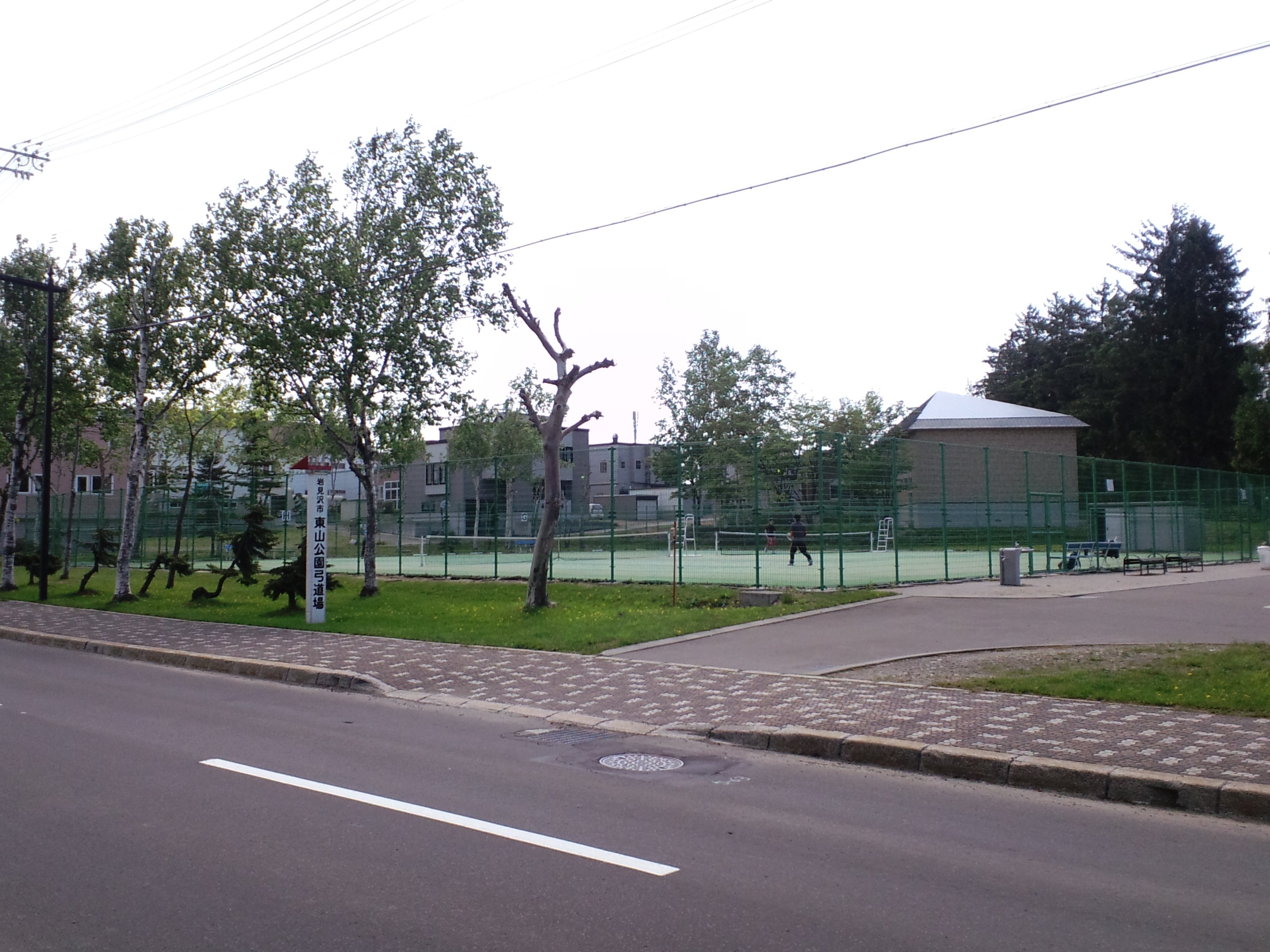
庭球場（2013年6月）

## 野外彫刻
- 山田吉泰「母子像」
- 山下嘉昭「大地への讃歌」
- 坂本雅子「ふるさと MY HOME TOWN」
- 峯田敏郎「風と女」
- 安田侃「天秘」

## 参考資料
- “平成26年度 岩見沢市の教育” (PDF).   岩見沢市教育委員会 (2014年). 2016年7月5日閲覧。